# Tur domácí
Tur domácí (Bos taurus, případně Bos primigenius f. taurus) je druh domestikovaného savce z řádu sudokopytníků, jehož předkem byl vyhynulý pratur (Bos primigenius). Na rozdíl od zebu (Bos indicus), který vznikl domestikací indického poddruhu pratura (Bos primigenius namadicus), je tur domácí potomkem pratura euroasijského (Bos primigenius primigenius). 
Tur domácí, též nazývaný skot nebo hovězí dobytek, je chovaný pro mnohostranný hospodářský užitek, zejména hovězí maso a kravské mléko, a společně s kurem domácím jde v celosvětovém měřítku o nejpočetnější druh chovaného hospodářského zvířete.

## Pojmenování
Synonymem názvu tur domácí je označení skot domácí, které se užívá společně s pojmenováním plemene: např. herefordský skot, charolaiský skot. Po narození se mládě nazývá tele. Odrostlá samice, která ještě nerodila, je jalovice. Po připuštění – oplodnění se gravidní samice označuje pojmem březí nebo stelná. Samice po porodu – otelení se nazývá dojnice – kráva. V období, kdy kráva nedojí, se z hlediska mléčné užitkovosti užívá označení odstavená, zaprahlá nebo zasušená kráva. Potrat se nazývá zmetání a potracený plod je zmetek. Samec se nazývá býk, mladý samec je býček nebo jalovec. Vykastrovaný býk se označuje slovem vůl, mladý kastrovaný býček se označuje jako volek či bulík. Vůl je méně agresivní, snáze ovladatelný a má chutnější maso než býk, roste však pomaleji. Z toho důvodu se v komerčních chovech skotu pro maso většinou kastrace býků neprovádí.

## Domestikace
Volně žijícím předkem domácího skotu byl pratur (Bos primigenius), jehož původní areál výskytu sahal od západní Evropy po Blízký východ a Zakavkazsko, samostatný poddruh Bos primigenius nomadicus žil v Indii. Jeho nástupcem tam nyní je zebu, který se začal křížit se západním druhem před 4 000 lety. Pratur měl výšku v kohoutku až 2 m a vážil 800–1000 kg, vyznačoval se pohlavním dimorfismem ve zbarvení a mohutnými rohy. V roce 1627 byl zcela vyhuben,[zdroj?] ale v průběhu 20. a 21. století probíhají pokusy o jeho zpětné vyšlechtění z primitivních plemen domácího skotu. K domestikaci pratura docházelo od 7. tisíciletí př. n. l. v oblasti Úrodného půlměsíce, od 4. tisíciletí př. n. l. též v Indii, Egyptě a v oblasti Balkánu.[zdroj?] Skot byl zpočátku chován z náboženských důvodů jako posvátné a obětní zvíře, případně pro maso, dojení krav je doloženo od 3. tisíciletí př. n. l. v Mezopotámii, Indii i Egyptě. Chovem v zajetí se původní pratur zmenšil, krávy starých Keltů a Germánů měřily v kohoutku sotva 100 cm a vážily asi 200 kg, staré keltské plemeno se do současnosti udrželo ve Skotsku, je jím skotský náhorní skot. Již ve starověkém Egyptě byl chován bílý, strakatý nebo bezrohý skot, odpovídající současným plemenům z oblasti Sahelu a Etiopie, chianský skot chovali již staří Etruskové ve 3. století př. n. l. Uherský stepní skot, salerský skot nebo švýcarský hnědý skot jsou plemena známá ze středověku, avšak většina moderních plemen skotu vznikla až v 18. a 19. století.

## Plemena skotu
Na světě existuje asi 450 plemen skotu, která je možno dělit podle různých kritérií. Nejčastěji je využíváno dělení plemen podle typu produkce na mléčná, masná a kombinovaná (poskytují maso, mléko, případně i pracovní využití). Podle původu lze plemena skotu dělit na plemena odvozená od evropského pratura (taurinní skot) a na plemena odvozená od pratura indického (Bos primigeius namadicus), jehož domestikovanou formou je zebu.

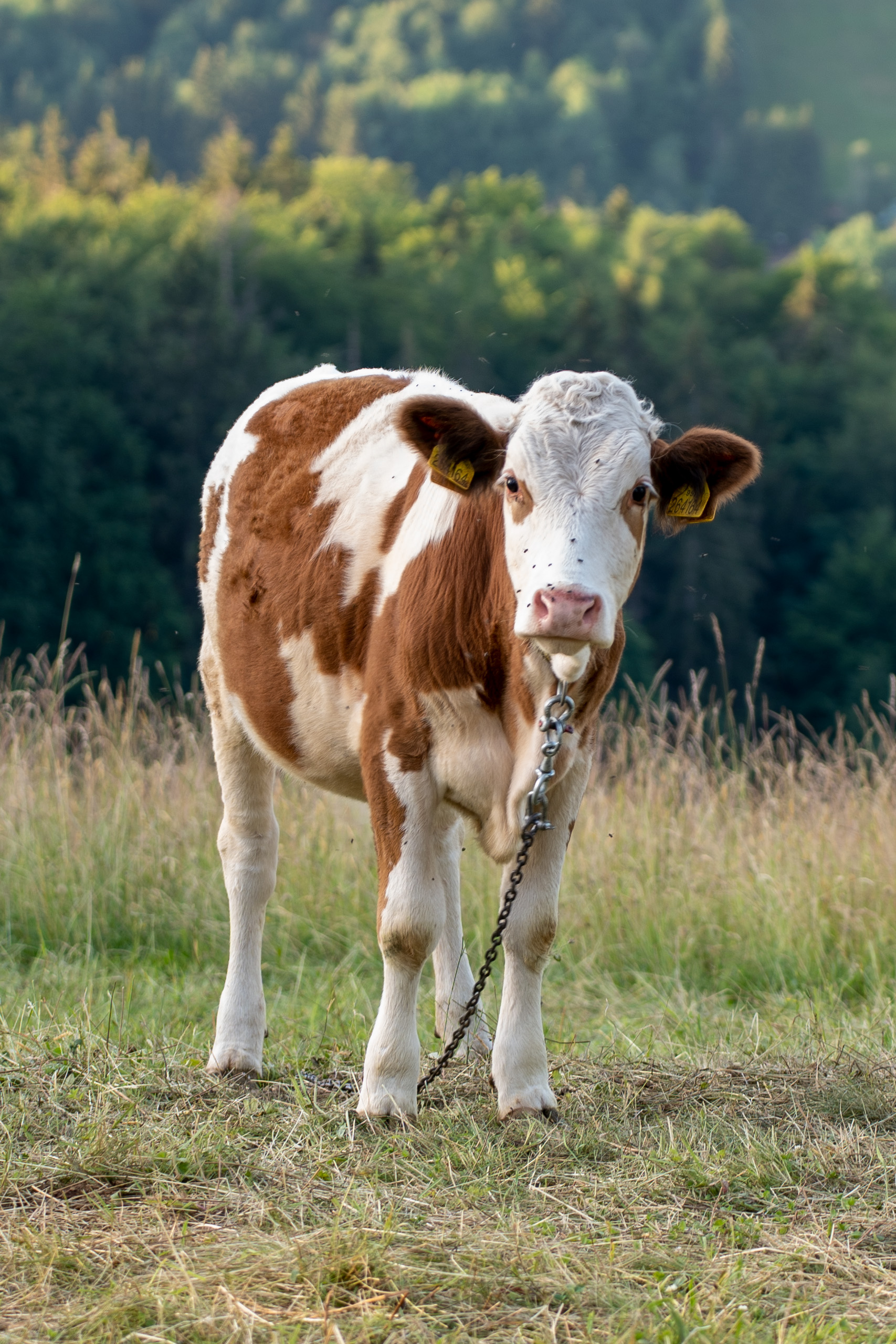
Tele českého strakatého skotu

## Využití
V zemědělství se skot domácí chová především pro mléko a maso, využíván je i jako pracovní síla. Maso z tura domácího se nazývá hovězí, z mláďat do půl roku věku je telecí. V mnoha zemích Afriky, Asie a Latinské Ameriky, v minulosti také v Evropě, slouží především voli jako pracovní síla při tahání nákladů, polních pracích i nošení nákladů na hřbetě. Malí hospodáři v Evropě používali i dojnice jako pracovní sílu pro tahání nákladů a při polních pracích. V Africe se místy na volech dokonce jezdí.
Své využití také nachází hovězí kůže (kožené oblečení, boty), kosti (mýdla, kostní moučka), z výkalů se připravuje hnůj, sloužící na hnojení rostlin. V Indii a v Tibetu se sušenými kravskými výkaly topí. Skot byl od starověku symbolem plodnosti a blahobytu, starověcí Germáni i Slované používali slovo pro skot jako synonymum slova majetek, u afrického kmene Masajů skot stále slouží jako platidlo.
Býk ve starověkých civilizacích Řecka, Kréty, Egypta, Persie či Indie symbolizoval plodnost a byl uctíván jako posvátné zvíře, nebo obětován při rituálech. Starověcí Egypťané uctívali zbožštěného býka jménem Hapi či Apis, který byl po smrti mumifikován a kněží museli vybrat jeho nástupce. Na Krétě byly součástí rituálů býčí hry, spojené s přeskakováním běžících býků, jiný způsob přeskakování býků praktikují mladíci v povodí etiopské řeky Omo při slavnosti iniciace. V Indii a v Nepálu uctívají hinduisté skot jako posvátná zvířata, která je zakázáno zabíjet, býk je jízdním zvířetem boha Šivy a Kršna, vtělení boha Višnua, bývá zobrazován jako pastýř s kravami.

## Chov skotu
Nejstarším způsobem chovu skotu je extenzivní pastevectví, často kočovné, při němž je skot chován celoročně venku a živí se výhradně přirozenou pastvou. Kočovní pastevci s dobytkem putují krajinou, aby zabránili devastaci krajiny nadměrným vypásáním. Na rozdíl od koz a ovcí je skot poměrně náročný na kvalitu píce a potřebuje napajedla, proto jej nelze chovat v pouštních a polopouštních oblastech. Tímto způsobem skot chovají hlavně afričtí pastevci jako jsou Masajové nebo Fulbové, ale také asijští Mongolové, Kazaši nebo i maďarští pastevci v oblasti pusty. Podobným způsobem se dobytek chová i v argentinské pampě nebo na prériích Texasu a středozápadu Spojených států amerických. Tímto způsobem se chovají hlavně primitivní plemena skotu jako je watusi, uherský stepní skot nebo texaský longhorn, a to hlavně pro maso. Moderní specializovaná plemena jsou na podmínky chovu daleko náročnější. Dojnice jsou dnes chovány ve vazných stájích. Vazné stáje jsou nahrazovány bezvaznými stájemi s volným pohybem zvířat ve stáji, výběhu a případně i pastvině. Dojnice jsou vybaveny čipy pro jejich identifikaci a komunikaci s počítačovým systémem, který registruje nasnímané hodnoty teploty, pohybu, dojivosti, běhání a dalších veličin. Dojení probíhá v dojírně, do které dojnice sama dochází. Některá masná plemena jsou rovněž chována převážně ve výbězích na pastvinách a přikrmována senem či siláží, u plemen dojných převažuje stájový chov. Skot chovaný pro maso se poráží ve věku 12–14 měsíců a poskytuje kvalitní hovězí maso. Krávy dojných plemen jsou chovány pro mléko, poprvé jsou oplodněny (obvykle inseminací) ve věku 2,5 roku a po prvním otelení začínají dávat mléko. Dojivost krav stoupá do 6. roku života, ale po 10. roce začne opět klesat a krávy se poté vyřazují. Mléko dojných plemen je užíváno pouze pro lidskou výživu, telata se odchovávají odděleně od krav v teletnících na mléčných směsích, býčci jsou zabíjeni pro telecí maso.

## Rozmnožování
Březost krávy trvá průměrně 285 dnů, někdy i déle, v závislosti na celkovém fyzickém stavu a plemenné příslušnosti. Kráva rodí jedno tele, zřídkakdy dvojčata. Pokud se narodí dvojčata rozdílného pohlaví, jalovička často bývá neplodná a nazývá se býčice. Pohlavní dospělost nastává ve věku 7–12 měsíců, tělesná dospělost ve věku 4–5 let.

## Trávení, výživa
Tur domácí je přežvýkavec, jeho složený žaludek se skládá z bachoru, čepce, knihy a slezu. Výživa každého jedince závisí na mikroorganismech v jeho bachoru. Mikroorganismy (houby, bachořci, prvoci, bakterie, …) zpracovávají složité polysacharidy – vlákninu a budují z ní vlastní těla. Bílkovina těchto organismů je základem výživy skotu. Zatímco tele po narození má bachor o polovinu menší než slez, u dospělé krávy je objem bachoru téměř desetkrát větší než objem slezu a činí až 100 litrů. Organismy v bachoru velmi citlivě reagují na změnu krmiva a trvá 3–4 týdny, než se organismy přizpůsobí změně potravy. Zatímco změna potravy z pastvy na seno krávě neublíží, překrmení obilovinami a škrobovými krmivy pro ni může být nebezpečné. Dojde k rychlému rozkladu sacharidů na organické kyseliny. Je-li jich mnoho a nejsou-li dostatečně pufrovány, může dojít k úhynu. K podpoře činnosti mikroorganismů se donedávna přidávala do krmiva pro skot masokostní moučka, což však mělo fatální následky ve formě onemocnění BSE (nemoc šílených krav).

## V kultuře

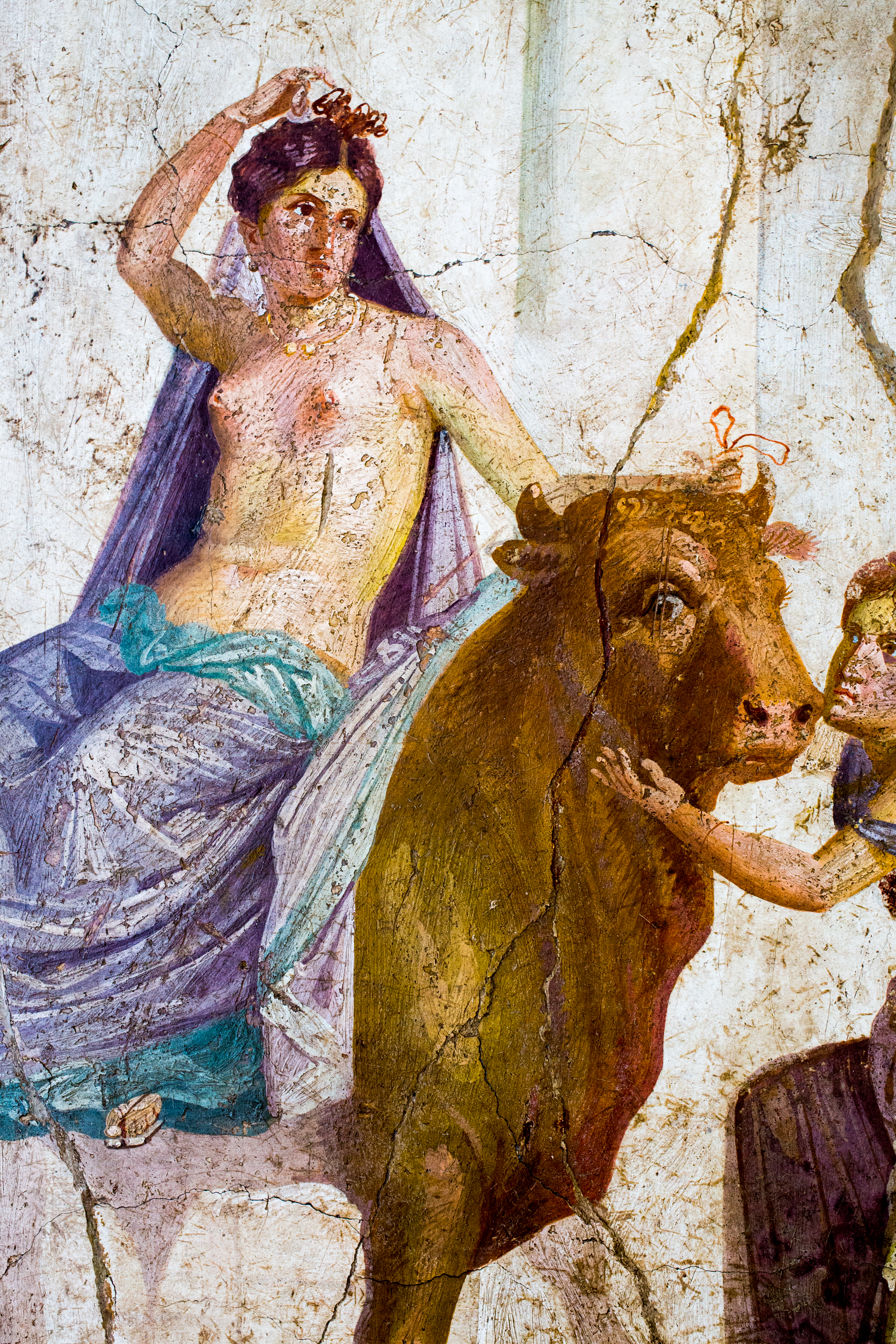
Býk-Zeus unáší Európu, freska v Pompejích

Kráva a býk se vyskytují v umění a náboženství od nejstarších dob, nejčastěji jako symbol síly a plodnosti a také jako obětní zvíře. Bukranion je označení pro býčí hlavu použitou jako dekorativní prvek, výzdoba býčími hlavami je známa již z neolitického sídliště Çatal Hüyük z 8. až 7. tisíciletí před naším letopočtem.
V egyptské mytologii byl posvátný býk Hapi (Apis), se symbolem krávy je spojena bohyně Hathor. V řecké mytologii v podobě býka unesl nejvyšší bůh Zeus princeznu Európu na Krétu, známý je také Mínótauros, napůl býk a napůl člověk. Ve skandinávské mytologii při stvoření světa byla kráva Audhumla, která živila prvního obra Ymira.
Zvláštní náboženský význam má posvátná kráva v hinduismu.
V židovské tradici je posvátný býček symbolem modloslužebnictví a známý ze Starého zákona pod pojmem zlaté tele. V křesťanské tradici bývá zobrazováno narození Ježíše Krista s krávou a oslem, protože v evangeliu podle Lukáše byl po narození uložen do jeslí (krmelce). Býk je symbol evangelisty Lukáše.